# Theophilus Howard, II conte di Suffolk
Theophilus Howard, II conte di Suffolk (Saffron Walden, 13 agosto 1584 – Londra, 3 giugno 1640) è stato un nobile e politico inglese.

## Biografia
Era il figlio maggiore di Thomas Howard, I conte di Suffolk, e di sua moglie, Catherine Knyvett.

## Carriera
La sua carriera politica iniziò come membro della Camera dei Comuni. Nel 1605 rappresentò Maldon, carica che mantenne fino al 1610, per poi servire come funzionario della Corona britannica.
Nel 1609 fu governatore di Guernsey. È stato Lord luogotenente di Cumberland, Westmorland, Northumberland, Suffolk, Cambridgeshire e Dorset.

## Matrimonio
Nel 1612 sposò Lady Elizabeth Home (?-19 agosto 1633), figlia di George Home, I conte di Dunbar e Elizabeth Gordon. Ebbero dieci figli:
- James Howard, III conte di Suffolk (1620-1689);
- Lord Thomas Howard
- Lady Catherine Howard (?-1650), sposò in prime nozze George Stewart, IX signore d'Aubigny ed ebbero due figli, sposò in seconde nozze James Livingston, I conte di Newburgh, non ebbero figli;
- Lady Elizabeth Howard (?-11 marzo 1705), sposò Algernon Percy, X conte di Northumberland, ebbero un figlio;
- Lady Margaret Howard (11 febbraio 1622-1689), sposò Roger Boyle, I conte di Orrery, ebbero otto figli;
- George Howard, IV conte di Suffolk (1625-1691);
- Henry Howard, V conte di Suffolk (1627-1709);
- Lady Anne Howard, sposò Thomas Walsingham, ebbero una figlia;
- Lady Frances Howard (?-1677), sposò Sir Edward Villiers, ebbero otto figli;
- Lord Robert Howard, sposò Catherine Neville, non ebbero figli.

## Morte
Morì il 3 giugno 1640, all'età di 55 anni.

## Ascendenza
|                                        |               |                                          | Genitori                           |  |  | Nonni |  |  | Bisnonni                          |  |  | Trisnonni                          |  |
|                                        |               |                                          |                                    |  |  |       |  |  | Henry Howard, III conte di Surrey |  |  | Thomas Howard, III duca di Norfolk |  |
|                                        |               |                                          |                                    |  |  |       |  |  | Henry Howard, III conte di Surrey |  |  | Thomas Howard, III duca di Norfolk |  |
|                                        |               | Elizabeth Stafford                       |                                    |  |  |       |  |  | Henry Howard, III conte di Surrey |  |  |                                    |  |
| Thomas Howard, IV duca di Norfolk      |               |                                          |                                    |  |  |       |  |  | Henry Howard, III conte di Surrey |  |  |                                    |  |
|                                        |               | Frances de Vere                          | John de Vere, XV conte di Oxford   |  |  |       |  |  |                                   |  |  |                                    |  |
|                                        |               | Frances de Vere                          | John de Vere, XV conte di Oxford   |  |  |       |  |  |                                   |  |  |                                    |  |
|                                        |               | Frances de Vere                          | Elizabeth Trussell                 |  |  |       |  |  |                                   |  |  |                                    |  |
| Thomas Howard, I conte di Suffolk      |               | Frances de Vere                          |                                    |  |  |       |  |  |                                   |  |  |                                    |  |
|                                        |               | Thomas Audley, I barone Audley di Walden | Geoffrey Audley                    |  |  |       |  |  |                                   |  |  |                                    |  |
|                                        |               | Thomas Audley, I barone Audley di Walden | Geoffrey Audley                    |  |  |       |  |  |                                   |  |  |                                    |  |
|                                        |               | Thomas Audley, I barone Audley di Walden | Martha Wydeville                   |  |  |       |  |  |                                   |  |  |                                    |  |
| Margaret Audley                        |               | Thomas Audley, I barone Audley di Walden |                                    |  |  |       |  |  |                                   |  |  |                                    |  |
|                                        |               | Elizabeth Grey                           | Thomas Grey, II marchese di Dorset |  |  |       |  |  |                                   |  |  |                                    |  |
|                                        |               | Elizabeth Grey                           | Thomas Grey, II marchese di Dorset |  |  |       |  |  |                                   |  |  |                                    |  |
|                                        |               | Elizabeth Grey                           | Margaret Wotton                    |  |  |       |  |  |                                   |  |  |                                    |  |
| Theophilus Howard, II conte di Suffolk |               | Elizabeth Grey                           |                                    |  |  |       |  |  |                                   |  |  |                                    |  |
|                                        | Henry Knyvett | Thomas Knyvett                           |                                    |  |  |       |  |  |                                   |  |  |                                    |  |
|                                        | Henry Knyvett | Thomas Knyvett                           |                                    |  |  |       |  |  |                                   |  |  |                                    |  |
|                                        | Henry Knyvett | Marcella Howard                          |                                    |  |  |       |  |  |                                   |  |  |                                    |  |
| Henry Knyvett                          | Henry Knyvett |                                          |                                    |  |  |       |  |  |                                   |  |  |                                    |  |
|                                        |               | Anne Pickering                           | Christopher Pickering              |  |  |       |  |  |                                   |  |  |                                    |  |
|                                        |               | Anne Pickering                           | Christopher Pickering              |  |  |       |  |  |                                   |  |  |                                    |  |
|                                        |               | Anne Pickering                           | Jane Lewknor                       |  |  |       |  |  |                                   |  |  |                                    |  |
| Katherine Knyvett                      |               | Anne Pickering                           |                                    |  |  |       |  |  |                                   |  |  |                                    |  |
|                                        |               | James Stumpe                             | William Stumpe                     |  |  |       |  |  |                                   |  |  |                                    |  |
|                                        |               | James Stumpe                             | William Stumpe                     |  |  |       |  |  |                                   |  |  |                                    |  |
|                                        |               | James Stumpe                             | Joyce Berkeley                     |  |  |       |  |  |                                   |  |  |                                    |  |
| Elizabeth Stumpe                       |               | James Stumpe                             |                                    |  |  |       |  |  |                                   |  |  |                                    |  |
|                                        |               | Bridget Bayntun                          | Edward Bayntun                     |  |  |       |  |  |                                   |  |  |                                    |  |
|                                        |               | Bridget Bayntun                          | Edward Bayntun                     |  |  |       |  |  |                                   |  |  |                                    |  |
|                                        |               | Bridget Bayntun                          | Elizabeth Sulyard                  |  |  |       |  |  |                                   |  |  |                                    |  |
|                                        |               | Bridget Bayntun                          |                                    |  |  |       |  |  |                                   |  |  |                                    |  |